# ゴーストヤンキー
『ゴーストヤンキー』は、2024年4月19日（18日深夜）から5月17日（16日深夜）まで毎日放送の「ドラマ特区」枠にて放送されたテレビドラマ。主演は柏木悠（超特急）。

## キャスト
風町トゲル（かぜまち トゲル）
演 - 柏木悠（超特急）

富野吾郎（とみの ごろう）
演 - 福澤侑

佐々岡順平（ささおか じゅんぺい）
演 - 小坂涼太郎

向井知太郎（むかい ちたろう） / チッタ
演 - 寺坂頼我

死長 / 市村文吉（いちむら ぶんきち）
演 - 高橋怜也

千葉丈助（ちば じょうすけ） / バーチ
演 - 石川凌雅

馬場龍一（ばば りゅういち）
演 - 早乙女友貴

一条ナイル（いちじょう ナイル）
演 - 阿久根温世（ICEx）

林田狼牙（はやしだ ろうき）
演 - 高野洸

増田草太（ますだ そうた） / マスター
演 - 和田聰宏

## スタッフ
- 監督 - 永江二朗、しばざきひろき
- 脚本 - 我人祥太
- 音楽 - 三善雅己
- オープニング主題歌 -T.C.R.横浜銀蝿R.S.「昭和魂」（Bellwood Records）
- エンディング主題歌 - わんぱく団「One Night Party」（KING RECORDS）
- 制作会社 -  キャンター
- 製作著作 - 「ゴーストヤンキー」製作委員会、毎日放送

## 放送日程
| 話数   | 放送日  | 監督           |
| ------ | ------- | -------------- |
| 第1話  | 4月20日 | 永江二朗       |
| 第2話  | 4月27日 | しばざきひろき |
| 第3話  | 5月03日 | しばざきひろき |
| 第4話  | 5月10日 | 永江二朗       |
| 最終話 | 5月17日 | 永江二朗       |

### 放送局
| 放送期間                | 放送時間                     | 放送局       | 対象地域   | 備考              |
| ----------------------- | ---------------------------- | ------------ | ---------- | ----------------- |
| 2024年4月19日 - 5月16日 | 木曜 23:30 - 翌0:00          | テレビ神奈川 | 神奈川県   | 1時間29分先行放送 |
| 2024年4月20日 - 5月17日 | 金曜 0:59 - 1:29（木曜深夜） | 毎日放送     | 近畿広域圏 | 製作局            |
|                         | 金曜 23:00 - 23:30           | 千葉テレビ   | 千葉県     |                   |
| 2024年4月26日 - 5月23日 | 木曜 0:00 - 0:30（水曜深夜） | テレビ埼玉   | 埼玉県     |                   |
|                         | 木曜 22:30 - 23:00           | とちぎテレビ | 栃木県     |                   |
|                         | 木曜 23:30 - 翌0:00          | 群馬テレビ   | 群馬県     |                   |

### ネット配信
| 配信開始月 | 配信サイト           | 配信料金     | 備考           |
| ---------- | -------------------- | ------------ | -------------- |
| 2024年4月  | FOD（FODプレミアム） | 定額制有料   | 見放題独占配信 |
| 2024年4月  | MBS動画イズム        | 広告付き無料 | 見逃し配信     |
| 2024年4月  | TVer                 | 広告付き無料 | 見逃し配信     |